# ستيفانو دال أكوا
ستيفانو دال أكوا (بالإيطالية: Stefano Dall'Acqua)‏ (13 يوليو 1981 بأوديرزو في إيطاليا - ) هو لاعب كرة قدم إيطالي في مركز الهجوم. شارك مع منتخب إيطاليا تحت 21 سنة لكرة القدم. أما مع النوادي، فقد لعب مع نادي برو باتاريا ونادي تريفيزو ونادي ريجيانا 1919 ونادي ريجينا ونادي سيتاديلا ونادي فوجيا ونادي كاتانيا ونادي ليكو ونادي نوفارا ونادي أريتسو وAS Pescina Valle del Giovenco ‏ وASD Sacilese Calcio ‏ وConegliano Calcio ‏ وUS Opitergina ‏ وAC Formigine ASD ‏ وVigontina San Paolo FC ‏ ونادي جيلا ونادي غروسيتو ويوفي ستابيا وASD HSL Derthona ‏.

## روابط خارجية
- ستيفانو دال أكوا على موقع قاعدة بيانات كرة القدم.إي يو (الإنجليزية)
- ستيفانو دال أكوا على موقع Soccerway.com (الإنجليزية)
- ستيفانو دال أكوا على موقع عالم كرة القدم.نت (الإنجليزية)